# 北茹阿澤魯

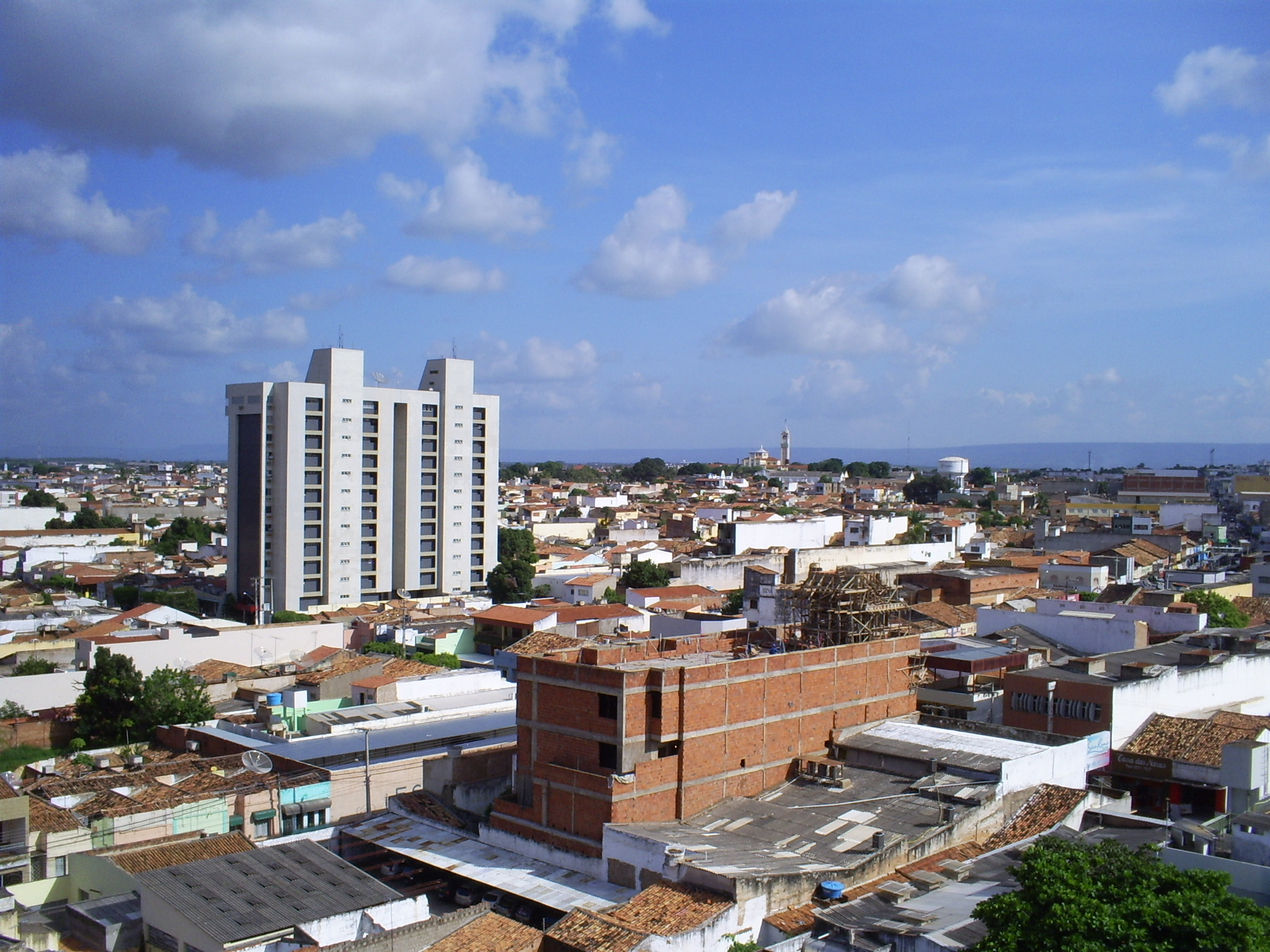
北茹阿澤魯

北茹阿澤魯（葡萄牙語：Juazeiro do Norte），是巴西的城市，位於該國東部，距離福塔雷薩528公里，由塞阿臘州負責管轄，面積248平方公里，海拔高度350米，受半乾旱氣候影響，2008年人口246,515。
7°12′S 39°20′W / 7.200°S 39.333°W